# Ellen Kushner
Ellen Kushner är en amerikansk fantasyförfattare, mest känd för den prisbelönta Thomas the Rhymer och böckerna Swordspoint, The Fall of the Kings och The Privilege of the Sword om personer ur adelshuset Tremontaine i en namnlös fiktiv huvudstad.